# برهان العناية
في علم الكلام ، برهان العناية هو أحد البراهين التي يستدل بها على جملة من المعارف الإلهية المرتبطة بالعقيدة .

## برهان العناية والإمامة
من الموضوعات التي ترتبط بموضوع برهان اللطف بحث «الإمامة».

## مواضيع ذات علاقة
- الإمامة
- العصمة
- الولاية